# Leopold Trenčanský
Leopold Trenčanský (18. října 1921 Malacky – 12. října 2011) byl slovenský fotbalista, útočník.

## Fotbalová kariéra
V československé lize hrál za SK Olomouc ASO, Slovenu Žilina a Slovan Bratislava. Dal 13 ligových gólů.

## Ligová bilance
| Ročník                               | Zápasy | Góly | Klub              |
| ------------------------------------ | ------ | ---- | ----------------- |
| Státní liga 1946/47                  | -      | 10   | SK Olomouc ASO    |
| Státní liga 1947/48                  | -      | 3    | Slovena Žilina    |
| Přebor československé republiky 1953 | 4      | 0    | Slovan Bratislava |
| CELKEM                               | -      | 13   |                   |